# Rosemary West
Rosemary Pauline West (nacida el 29 de noviembre de 1953 en Bishops Cleeve como Rosemary Letts) es una asesina en serie británica, actualmente encarcelada en la prisión HMP Bronzefield de Ashford (Middlesex, Inglaterra). Fue condenada, junto con su esposo y cómplice Fred West, por el asesinato de doce jóvenes mujeres (algunas de ellas niñas), muchos de ellos ocurridos en la casa de la pareja en Gloucester (Inglaterra).

## Rosemary y Fred West
Rosemary y Fred secuestraban a jóvenes en las paradas de autobús a las afueras de Gloucester para encerrarlas en su casa, sodomizarlas, torturarlas, violarlas y, finalmente, asesinarlas.
En diciembre de 1972 violaron a Caroline Owens, quien después los denunció a la policía local.
Rosemary tenía un voraz e insano apetito sexual, disfrutando del denominado "sexo bondage" y del sadomasoquismo. Era bisexual y muchas de las secuestradas eran para satisfacer su apetito sexual y el de Fred, otro sádico sexual.
Rosemary trabajó como prostituta y dos de sus clientes mantuvieron relaciones sexuales con las pequeñas hijas de Rosemary, bajo el pleno consentimiento de esta, que disfrutaba viendo cómo sus hijas sufrían las relaciones debido a sus cortas edades. Esto ocurrió en abril de 1982 y julio de 1983.

## Más víctimas
Los crímenes por los que se sentenció a Rosemary West tuvieron lugar entre abril de 1973 y agosto de 1987. Charmaine (hija de Rena, la primera esposa de Fred) tenía 8 años cuando fue asesinada en junio de 1971 y enterrada en la primera casa de los West, cuyo domicilio se encontraba en la calle Midland Road, 25 de Gloucester.
En Cromwell Street, dirección de la segunda casa de la pareja, se encontró otro cuerpo: el cadáver de Heather (hija del matrimonio Rose-Fred), asesinada en junio de 1987 a los 16 años.
En agosto de 1992, se arrestó a Fred West tras ser acusado de haber violado en tres ocasiones a su hija de 13 años de edad. Luego, se arrestó a Rosemary por crueldad contra sus hijas, caso que se archivó cuando la hija del matrimonio se negó a declarar ante la corte en junio de 1993.
Finalmente, se separó a todos los hijos de los West de sus desequilibrados padres y se los envió a hogares de acogida. El caso levantó polémica sobre la responsabilidad del matrimonio West en la desaparición de su hija Heather West en 1987. La policía no creía la versión de los West de que su hija había desaparecido, por lo que se lanzó una gran investigación para descubrir lo ocurrido.

## Años siguientes y sentencia
Aunque Rosemary nunca confesó los asesinatos, las pruebas contra ella eran aplastantes. Fue juzgada en octubre de 1995, después del suicidio en prisión de su marido, Fred West. El jurado fue unánime: se la declaró culpable de diez asesinatos el 22 de noviembre de 1995. El juez Mantell la sentenció a cadena perpetua: "Si se pone atención donde yo creo, usted nunca quedará en libertad".
Después, un juez supremo decidió que Rosemary debía pasar 25 años en la cárcel antes de quedar en libertad, pero tiempo después, en julio de 1997, el ministro del Interior británico del momento, Jack Straw, la sentenció a morir en prisión. Es decir, nunca quedaría en libertad. Es la segunda mujer sentenciada a cadena perpetua en el Reino Unido, siendo la otra la asesina en serie Myra Hindley, quien murió en 2002 y con la que Rosemary compartió celda durante los dos primeros años.
En noviembre de 2002, un juez supremo dijo que Rosemary podría obtener la libertad en 2019, a sus 66 años, aunque no llegó a ocurrir. De hecho, ese mismo año se la trasladó de prisión al haberla amenazado de muerte otra reclusa.